# مارك ناثانسون
مارك ناثانسون (بالإنجليزية: Marc Nathanson)‏ هو رائد أعمال أمريكي، ولد في 1946.

## وصلات خارجية
- مارك ناثانسون على موقع إن إن دي بي (الإنجليزية)